# Fuentes de Invierno

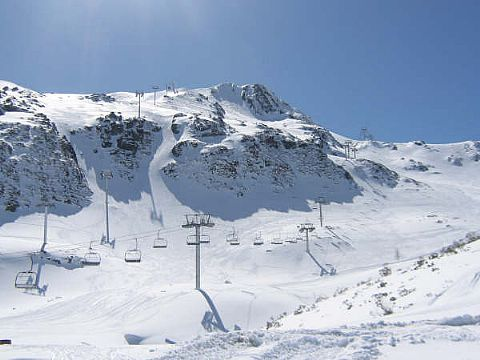
Photographie de la station de Fuentes de Invierno

Fuentes de Invierno est une station de sports d'hiver située en Espagne dans la Cordillère Cantabrique.

## Sports

### Arrivées duTour d'Espagne
- 2008 : Alberto Contador